# Flaga Irlandii Północnej
Flaga Irlandii Północnej (ang. Red Hand Flag) która była używana w okresie 1953–1972 de facto jako flaga cywilna przez gubernatora Irlandii Północnej i jej mieszkańców, a przynajmniej przez protestantów lojalnych wobec Korony Brytyjskiej. Była ona podobna do flagi Anglii, jednak wbrew potocznym mniemaniom czerwony krzyż nie był angielskim krzyżem świętego Jerzego, lecz został zaczerpnięty z herbu Ulsteru – historycznej prowincji Irlandii, której 6 hrabstw wchodzi obecnie w skład Irlandii Północnej, a 3 w skład Republiki Irlandii. Sześcioramienna gwiazda oznaczała 6 hrabstw, zaś czerwona ręka była zaczerpnięta także z herbu Ulsteru i była dawnym godłem rodu możnowładczego O’Neill. Korona wskazywała na przynależność do Zjednoczonego Królestwa Wielkiej Brytanii i Irlandii Północnej.
Obecnie flaga ta posiada jedynie statut nieoficjalny. Jako flaga państwowa używana jest flaga Wielkiej Brytanii, tak zwana Union Jack.
W 1972 w związku ze wzrostem napięcia w kraju, władze brytyjskie zniosły autonomię Irlandii Północnej i wprowadziły rządy bezpośrednie z Londynu. Jednocześnie zniesiono oficjalny status Red Hand Flag.
Obecnie Red Hand flag jest używana nieoficjalnie przez część mieszkańców Irlandii Północnej, zwłaszcza gdy jest to wymagane przez obyczaj (uroczystości patriotyczne). Z braku innej flagi jest także używana jako symbol reprezentacji sportowych Irlandii Północnej. Po odzyskaniu autonomii w 1998 nie przywrócono jej jednak statusu oficjalnego, czego powodem jest prawdopodobnie niechęć do niej republikańskiej części ludności. Katolicy północnoirlandzcy za swoją flagę narodową uważają flagę Irlandii.
Siatkarskie reprezentacje Irlandii Północnej występują pod flagą świętego Patryka (Saint Patrick's Saltire).
Mimo braku zatwierdzenia ustawą Red Hand flag pełni funkcję oficjalnego emotikona flagi Irlandii Północnej.
Flaga Ulsteru to czerwony krzyż na złotym (żółtym) tle. Na środku mieści się tarcza oraz czerwona ręka.
Zwolennicy niepodległości Irlandii Północnej (jako państwa niezależnego zarówno od Londynu, jak i od Dublina) używają własnej flagi (Ulster Nation Flag) – krzyż świętego Patryka umieszczony jest na granatowym tle, a sześcioramienna gwiazda nie jest ukoronowana.

Flaga Ulsteru
Flaga używana przez zwolenników niepodległości Irlandii Północnej
Flaga Świętego Patryka (Saint Patrick's Saltire)